# Fiat 6616
La FIAT Tipo 6616 è un'autoblindo leggera degli anni settanta, sviluppata sulla meccanica del veicolo trasporto truppe (APC) Fiat 6614. Essa è stata prodotta per esigenze nazionali, a differenza dell'APC, in 52 esemplari assegnati ai plotoni blindati dei battaglioni mobili dei Carabinieri, mentre almeno altri 70 esemplari furono acquistati dall'Esercito peruviano. Secondo alcune fonti furono costruite in totale 185 autoblindo Tipo 6616 (prototipi compresi) ed alcune decine sono state consegnate a Libia e Somalia agli inizi degli anni '80 del XX secolo

## Sviluppo
Nel secondo dopoguerra, nonostante la tradizione di autoblindo leggere e medie dell'esercito Italiano, nelle Forze Armate nazionali non vennero mantenuti mezzi da esplorazione corazzati, in quanto si credeva che non ve ne fosse un bisogno assoluto. Negli anni sessanta del XX secolo, comunque, le industrie FIAT e OTO Melara iniziarono lo sviluppo di una nuova famiglia di mezzi corazzati ruotati, 4x4, che nella variante APC venne chiamata 6614, mentre la versione blindata ebbe la denominazione di 6616. Il primo prototipo del modello 6616 fu completato nel 1972, e il governo italiano emise subito un ordine per 52 esemplari da consegnare l'arma dei Carabinieri, che dovevano essere realizzati presso lo stabilimento FIAT-IVECO di Bolzano.

## Tecnica
Lo scafo del veicolo era costituito da piastre di acciaio balistico saldate, inclinate per fornire la massima protezione pratica, dotate di uno spessore massimo di 8 mm.
La disposizione interna dell'equipaggio, composto da 3 persone, era quella classica, con il posto di pilotaggio posto in posizione avanzata sulla sinistra e dotato di periscopi per l'osservazione sul davanti e ai lati. La torretta ospita il capocarro e il cannoniere, posti rispettivamente a sinistra e a destra, dotati di sedili regolabili, iposcopi per l'osservazione esterna e di un unico portello per l'uscita. La torretta prodotta dalla Oto Melara è armata con un cannone Rheinmetall MK 20 Rh 202 cal. 20 mm, che ha brandeggio elettrico per un valore di 40 gradi al secondo in azimut e 25 in elevazione.
 L'alzo è variabile tra –5° e + 35°. Il munizionamento disponibile comprende 400 proiettili, di cui 250 di pronto impiego e 150 di riserva, e 1000 per la mitragliatrice Rheinmetall MG 3 cal. 7,62 mm. Ai lati della torretta sono posizionati tre lanciagranate nebbiogeni ad azionamento elettrico. Tra i sistemi disponibili di serie vi è un verricello, installato anteriormente, con portata di 4.500 kg.
Il motore, posto in posizione posteriore, è un Diesel sovralimentato Fiat Modello 8062.24 da 162 CV (119,4 kW), per un rapporto peso:potenza 20:1 CV/t. La trasmissione dispone di cambio a cinque marce avanti e una indietro, con riduttore. Il mezzo è completamente anfibio, con le ruote che danno il movimento garantendo una velocità di 5 km/h, quindi idonea solo in acque calme. A differenza di altri mezzi, non necessita di una piastra frangiflutti data la forma dello scafo.

## Impiego operativo

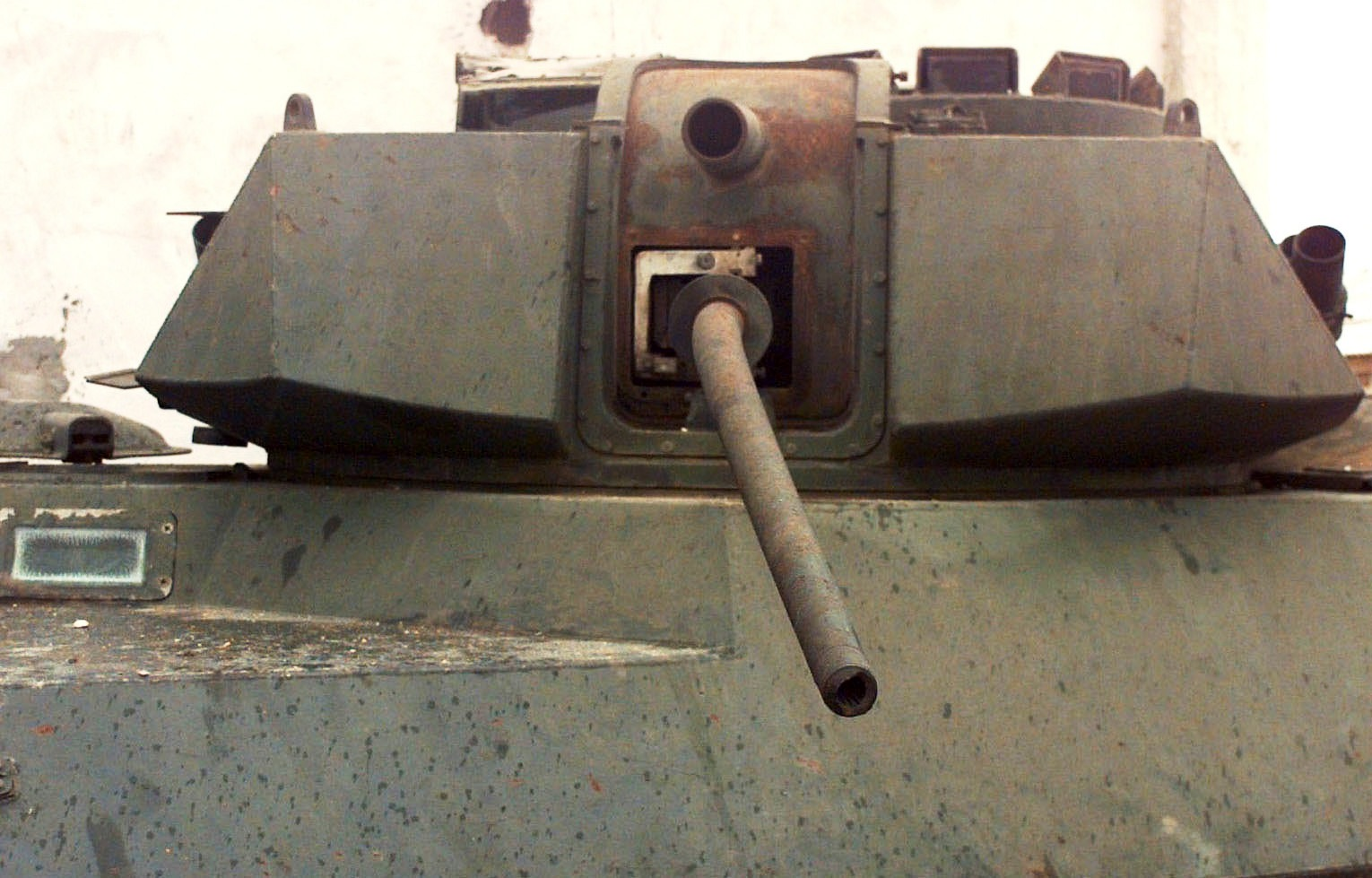
Torretta armata con un pezzo Rh 202 da 20 mm di un Fiat 6616 fuori uso appartenente all'esercito somalo, fotografato ai tempi della missione Ibis 2. Notare la canna del cannone piegata e la mancanza della mitragliatrice coassiale.

Il mezzo ha conosciuto in discreto successo di vendita, venendo esportato in Libia, Perù e Somalia. La versione armata con cannone Cockerill Mk.3 da 90 mm avrebbe potuto aiutare questo mezzo a trovare un mercato di esportazione, ma il modello non ha trovato acquirenti, nonostante il completamento, agli inizi degli anni ottanta, di un prototipo.

### Italia
Assegnato inizialmente ai reparti dei Carabinieri, il modello 6616 fu usato in due esemplari dal 1º Squadrone Esplorante del 15º Gruppo Squadroni "Cavalleggeri di Lodi" della Divisione corazzata "Centauro" durante la missione di pace in Libano del 1982-1983. 
In termini di servizio, in Italia, la 6616 ha svolto un lavoro poco noto, trovando impiego nell'ambito della vigilanza esterna dei carceri di massima sicurezza durante il periodo del terrorismo, all'inizio degli anni novanta venne anche presa in considerazione la trasformazione del 1º Battaglione Carabinieri Paracadutisti "Tuscania" in unità blindo/esplorante della Brigata paracadutisti "Folgore" con il trasferimento di tutte le 6616 al citato reparto. Alcuni esemplari di 6616 vennero schierati a Genova durante gli eventi del G8 del luglio 2001. L'autoblindo 6616 non è più in servizio con i Carabinieri e ne sono rimasti solo 3 esemplari con funzioni di gate guardian.

### Perù
Tra il 1980 e il 1981 l'Esercito peruviano ha acquistato 70 esemplari armati con cannone Rheinmetall MK 20 Rh 202 da 20 mm, e due mitragliatrici Browning M1919 calibro 7,62 mm. In seguito ad un programma di ammodernamento sono stati installati due lanciatori per missili controcarro HJ-73C Hongjian (copie cinesi migliorate del sovietico AT-3 Sagger) e modernizzati i sistemi di condotta del tiro.

## Versioni
- Fiat 6616: primo prototipo con torretta monoposto tipo HS-30.
- Fiat 6616: secondo prototipo con torretta biposto.
- Fiat 6616A: versione di produzione con armamento su un cannone automatico Rheinmetall Mk 20 Rh-202 da 20 mm.
- Fiat 6616: un prototipo del 1979 dotato di torretta Scorpion equipaggiata con cannone Cockerill Mk.3 da 90/36 mm.
- Fiat 6616: un prototipo con torretta OTO T90 CKL equipaggiata con cannone Cockerill Mk.3 da 90/38 mm.[6]
- Fiat 6616: un prototipo con torretta H90 HS equipaggiata con cannone da 90/36 mm.
- Fiat 6616: un prototipo con torretta OTO Breda equipaggiata con cannone T60/70 (High Velocity Gun System) da 60/70 mm.[6]
- Fiat 6616: un prototipo con cannone automatico Oerlikon KBA da 25 mm dotato di settore di elevazione aumentato.[6]

## Paesi utilizzatori
- Italia
  - Arma dei Carabinieri - 52
- Libia - 100
- Perù - 70[2]
  - Esercito peruviano - 15
- Somalia - 30

### Annotazioni
1. ↑  La FIAT fornì il motore e le componenti automobilistiche e provvide all’assemblaggio definitivo, mentre la OTO-Melara realizzò lo scafo e la torretta blindata.
2. ↑  Stessa arma con cui sono equipaggiati i veicoli tedeschi Luchs, 8x8 da esplorazione tattica, e Marder da trasporto truppe.
3. ↑  A richiesta è disponibile una mitragliatrice una contraerea cal. 12,7 mm, posizionata sul tetto della torretta.
4. ↑  La dotazione standard non comprende l'apparato di visione notturna per il capocarro e il conducente, il sistema di protezione NBC, o il sistema automatico di soppressione degli incendi, sebbene tutto questo sia disponibile come opzione.
5. ↑  La preparazione necessaria al veicolo prima di entrare in acqua consiste nel mettere in funzione le pompe di sentina e nella pressurizzazione dei componenti meccanici sommersi.

### Fonti
1. ↑   Type 6616, su army-guide.com. URL consultato il 19 aprile 2013.
2. 1 2 3 4  Da Frè 2016, p. 74.
3. 1 2  Ghira 2010, p. 47.
4. 1 2 3 4 5 6 7 8  Drago, Boroli 1992-94, p. 24.
5. ↑   Autoblindo FIAT Tipo 6616, su museoaviazione.com. URL consultato il 19 aprile 2013.
6. 1 2 3 4 5 6  Foss 2000, p. 268.
7. ↑  AT - 3 SAGGER / HJ-73 Hongjian (Red Arrow) Anti-Tank Guided Missile.
8. ↑   Fiat type 6616 Véhicule blindé léger, su armyrecognition.com. URL consultato il 19 aprile 2013.